# Emma Eliasson
Emma María Josefin Eliasson (Kiruna, Suecia, 12 de junio de 1989) es una minera y jugadora de hockey sobre hielo sueca, que compitió en tres ediciones de los Juegos Olímpicos de Invierno.

## Biografía y trayectoria
Eliasson se crio en el distrito de Karesuando y después, en el centro de Kiruna, y a menudo jugaba en equipos de hockey masculino. Fue ridiculizada por ser una chica jugando al hockey, y afirma que tuvo que "demostrar que era mejor que ellos, o simplemente atropellarlos para ganarse el respeto". Entre los 14 y los 15 años, jugó para Modo Hockey, lo que le obligó a desplazarse en autobús de Kiruna a Örnsköldsvik. En el año 2006, se mudó a Gävle para asistir a la escuela secundaria y jugar para Brynäs IF. Durante tres años consecutivos, entre 2010 y 2012, Brynäs llegó a la final del playoff y perdió, anotando un triplete en semifinales para llevar al club a la final en 2012. Hizo más de 200 apariciones internacionales para el equipo nacional femenino de hockey sobre hielo de Suecia. Ganó una medalla de plata en los Juegos Olímpicos de Turín 2006 en Italia, y volvería a representar a Suecia en los Juegos Olímpicos de 2010 y 2014. Anotó un total de 7 puntos en 16 partidos olímpicos.
Después de ganar la medalla de plata en 2006, un retrato suyo fue colgado en el estadio de hockey de Kiruna, pero fue retirado tras ser vandalizado repetidamente. El retrato fue posteriormente colocado de nuevo de forma permanente.
Eliasson es licenciada en Economía por la Universidad Tecnológica de Luleå. También ha pasado la mayor parte de los veranos trabajando como minera en las minas de magnetita de Kiruna.
Fichó por el Munksund-Skuthamns SK antes de la temporada 2012-13 y fue nombrada capitana asistente del club.Tras afrontar dificultades financieras, el equipo Munksund-Skuthamns SK se fusionó con  el Luleå HF en 2015 para formar Luleå HF/MSSK. Fue nombrada capitana del equipo recién formado, y allí  se anotó 45 puntos, la mejor marca de su carrera, en 2015-16, llevando a au equipo a una victoria en el campeonato. Esta fue la primera de su carrera, y siendo nombrada Defensora del Año de Riksserien. Fue nombrada Chica de Hockey Sueca del Año en 2016. Tras recibir el premio, pidió a la Federación Sueca de Hockey sobre Hielo que cambiara el nombre del premio por algo menos anticuado.
Sumó 37 puntos en 36 partidos en 2016-17, cuando Riksserien cambió su nombre para convertirse en SDHL, lo que llevó a Luleå a obtener el primer puesto en la temporada regular por segundo año consecutivo. Añadió otros 3 puntos en 4 juegos de playoffs ya que el club fue eliminado en las semifinales de playoffs por HV71.
En mayo de 2017, anunció su retiro del hockey, citando como razones los altos niveles de estrés que le provocaron palpitaciones cardíacas y su controvertida eliminación del equipo nacional sueco. Tras su retiro, el entrenador principal de Luleå, Fredrik Glader, declaró: "La mejor defensora de la historia del hockey femenino sueco ha terminado su carrera". Después de que Suecia perdiera ante Finlandia en los cuartos de final de los Juegos Olímpicos de 2014, anunció que se retiraba del fútbol internacional. Regresó a la selección nacional en 2015.
En 2017, el entrenador Leif Boork la expulsó de la selección nacional sueca de forma polémica. Tras meses sin hablar con ella, Boork declaró a la prensa que el liderazgo de la selección nacional había sido demasiado débil y que era hora de dejar de ceder.
Un año después, Boork sería despedido como seleccionador de Suecia tras liderar el séptimo puesto en los Juegos Olímpicos de 2018, las acusaciones de acoso a Jenni Asserholt hasta su retiro y la petición de renuncia de un jugador. Tras su retirada, Eliasson criticó duramente a la Federación Sueca de Hockey sobre Hielo, afirmando que la Federación "traicionó [a las jugadoras] cuando éramos más vulnerables".  Declaró que, tras la derrota de Suecia en cuartos de final del Campeonato Mundial de 2016, 14 jugadoras del equipo se reunieron en una habitación de hotel en Norrtälje para hablar sobre la baja moral y el bajo rendimiento del equipo, y para intentar abordar las quejas sobre las malas condiciones, como la alimentación con comida caducada y las estrictas normas de conducta que se inmiscuían en su vida privada, incluyendo la imposición de la ropa que podían usar. La Federación Sueca de Hockey sobre Hielo se negó a reunirse con las jugadoras.
Tras retirarse del hockey, jugó al fútbol durante un año como centrocampista para el Notvikens IK de Luleå. En 2018, regresó a la organización Luleå HF para convertirse en entrenadora asistente del equipo masculino sub-16.
En 2019, después de que el país descendiera de la máxima división de la IIHF por primera vez, los jugadores se declararon en huelga . Ella se pronunció en apoyo a los jugadores en huelga, afirmando que sentía que "de ello saldrán muchas cosas buenas".
En 2018, Kiruna IF anunció que nombró a un miembro honorario del club junto con el ex defensor de la NHL Börje Salming, los primeros dos jugadores en recibir ese honor en 15 años. Al año siguiente, el club anunció que retirarían su número, convirtiéndola en la primera jugadora en la historia del club en recibir ese honor.

## Premios y reconocimientos
Ha sido  considerada una de las mejores defensoras suecas de todos los tiempos. Fue conocida por sus habilidades ofensivas y su estilo físico de juego. Promedió más de un punto por partido en sus 10 años de carrera en la SDHL, jugando en cinco finales del campeonato de la SDHL, e hizo más de 230 apariciones para el equipo nacional sueco. Ganó una medalla de plata en los Juegos Olímpicos de Invierno de 2006.